# 布賴恩特 (密蘇里州)
布賴恩特（英語：Bryant）是位於美國密蘇里州道格拉斯縣的鬼鎮。

## 歷史
布賴恩特的郵局於1888年設立，其後於1941年停運。

## 地理
布賴恩特所處的海拔為高於海平面328米（即1076英呎），而該地所採用的時區為UTC-6，即北美中部時區（CST）。同時該地設有夏令時間，為UTC-6調快一小時，即UTC-5（CDT）。